# Geresdlak, Baranya
Geresdlak (în germană Gereschlack) este un sat în districtul Pécsvárad, județul Baranya, Ungaria, având o populație de 853 de locuitori (2011).

## Demografie
Componența etnică a satului Geresdlak
     Maghiari (66,35%)
     Germani (32,5%)
     Necunoscut (0,29%)
     Alții (0,87%)
Componența confesională a satului Geresdlak
     Romano-catolici (65,65%)
     Fără religie (7,03%)
     Reformați (2,7%)
     Necunoscută (24,15%)
     Luterani (0,47%)
Conform recensământului din 2011, satul Geresdlak avea 853 de locuitori. Din punct de vedere etnic, majoritatea locuitorilor (66,35%) erau maghiari, cu o minoritate de germani (32,5%). Apartenența etnică nu este cunoscută în cazul a 0,29% din locuitori.  Din punct de vedere confesional, majoritatea locuitorilor (65,65%) erau romano-catolici, existând și minorități de persoane fără religie (7,03%) și reformați (2,7%). Pentru 24,15% din locuitori nu este cunoscută apartenența confesională.